# Erannis ectroma
Erannis ectroma är en fjärilsart som beskrevs av Louis Beethoven Prout 1929. Erannis ectroma ingår i släktet Erannis och familjen mätare. Inga underarter finns listade i Catalogue of Life.